# Umbra marionetelor
Umbra marionetelor (2002) (titlu original Shadow Puppets) de Orson Scott Card este continuarea Umbrei Hegemonului și a treia carte din Saga Umbrelor (deseori numită Cvartetul lui Bean). Inițial trebuia să se numească Umbra morții.

## Intriga
Peter, fratele lui Ender, a devenit Hegemonul Pământului. El află că Ahile se află în China și îl însărcinează pe Suriyawong (un fost cadet al Școlii de Luptă, acum aflat în Thailanda) să îl ia de acolo, sperând că îi va putea prelua rețeaua, iar apoi îl va preda țărilor pentru a fi judecat (Ahile trădase Rusia, Pakistanul și India).
Este cunoscut faptul că Ahile omoară pe oricine l-a văzut când era vulnerabil. De aceea, Bean și Petra se ascund, pregătindu-se pentru o viitoare confruntare, convinși fiind că Peter îl subestimează pe Ahile. În timpul călătoriei lor, Petra îl convinge pe Bean să se căsătorească și să aibă copii cu ea, ducându-l la Anton, persoana de la care și-a luat numele cheia care condiționează viața lui Bean. Bean se teme că gena cheii lui Anton ar putea trece la copiii. El ajunge la Volescu, doctorul care a activat cheia în genele sale și îi cere să pregătească nouă embrioni prin inseminare artificială. Volescu pretinde că a identificat trei embrioni care au cheia lui Anton; el implantează un alt embrion în trupul Petrei, iar pe restul îi pune sub pază.
În același timp, Bean primește un mesaj de la Han Tzu, un fost coleg de la Școala de Luptă, care îi dezvăluie că nu el este informatorul lui Peter în ceea ce îl privește pe Ahile. Înțelegând că e vorba despre o cursă, Bean îi anunță despre ea pe părinții lui Peter, iar aceștia pornesc spre centrul de comandă al Hegemonului. Bean scapă cu greu dintr-o tentativă de asasinat, fugind la Damasc, unde întâlnește alt fost coleg de la Școala de Luptă, Alai, devenit Calif al unei lumi musulmane aproape unificate. Bean află că embrionii au fost furați și se așteaptă ca Ahile să îi folosească drept momeală.
Peter și părinții lui fug pe o platformă spațială folosită în trecut de Școala de Luptă, bazându-se pe sprijinul Colonelui Graff, fostul comandant al școlii, actualmente Ministru al Colonizării. La puțină vreme după sosire, prezența lor acolo este dezvăluită și, simulând părăsirea stației spațiale, Peter descoperă trădătorul.
În precedentul roman, China cucerise India și Indochina. Alai vrea să le elibereze invadând mai întâi China, pentru a o determina să își retragă trupele. Invazia lui este încununată de succes și, în mijlocul evenimentelor, China se dezice de Ahile, pe care îl acuză că ar fi furat un lansator de rachete. Rămas fără sprijin, Ahile îi oferă lui Bean embrionii în schimbul garantării unui culoar de trecere sigur.
Bean și Peter revin la cartierul general al Hegemonului și își dau seama că Ahile vrea să ucidă embrionii, odată ce târgul e încheiat. În ciuda șantajului încercat de Ahile, Bean se dovedește de neclintit și își omoară fostul rival. Romanul se încheie cu reinstaurarea lui Peter ca Hegemon, reunirea lui Petra și Bean, un Calif la comanda lumii musulmane, China cu importante pierderi teritoriale și forțată să accepte condiții umilitoare și cinci embrioni lipsă în continuare.

## Traduceri în limba română
- 2007 - Umbra marionetelor, ed. Nemira, colecția "Nautilus", traducere Roxana Brînceanu, 384 pag., ISBN 978-973-569-956-7
- 2014 - Umbra marionetelor, ed. Nemira, colecția "Nautilus", traducere Roxana Brînceanu, 352 pag., ISBN 978-606-579-842-7